# Répertoire du tuba

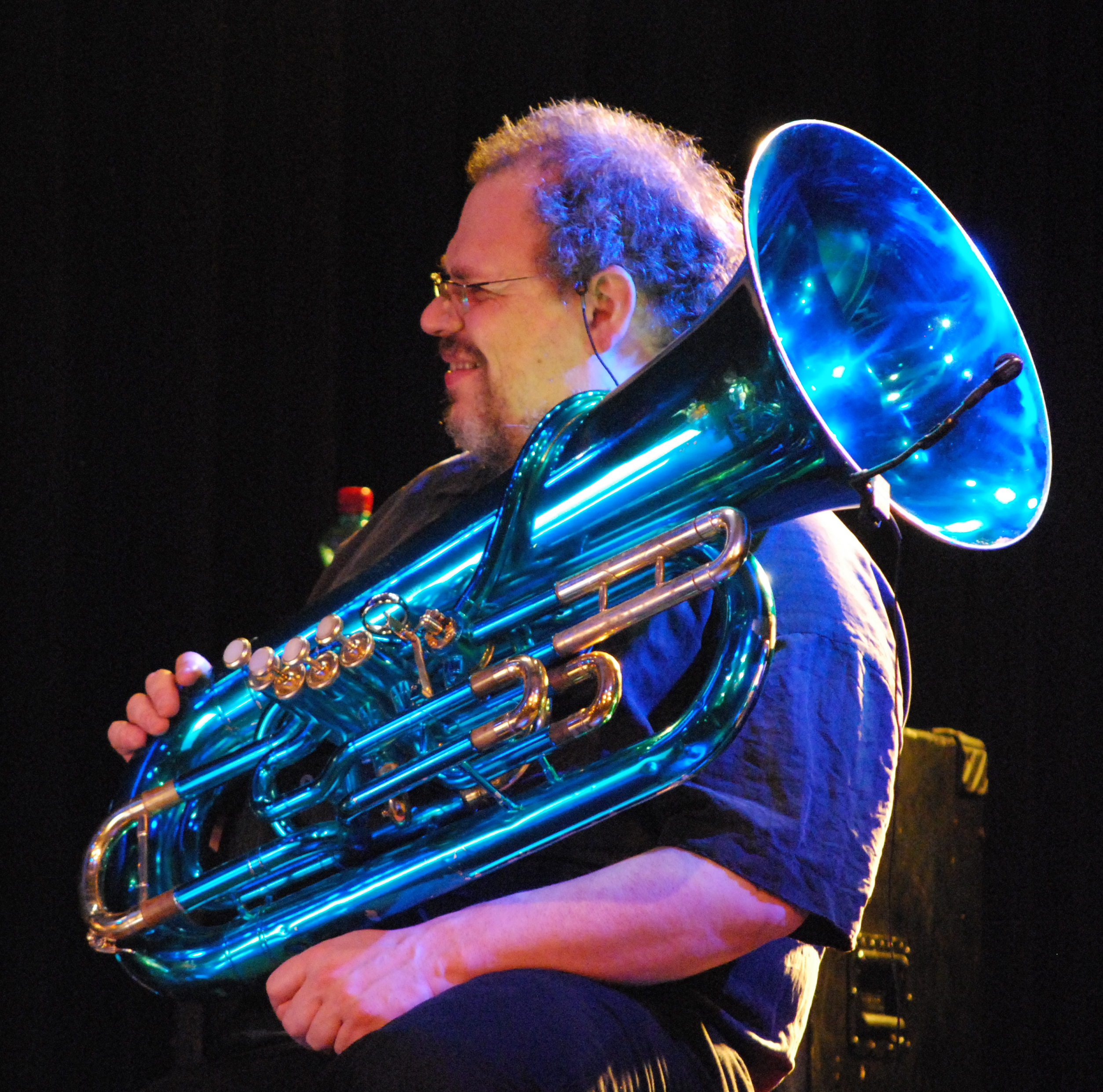
Le tubiste Michel Godard (2009).

Cette page répertorie les principales œuvres classiques du répertoire du tuba, y compris les œuvres solistes, les concertos et la musique de chambre dans lesquels le tuba joue un rôle important.
Ce répertoire est également joué au saxhorn.

## Tuba solo
- Georges Aperghis, Ruinen (1994)
- Malcolm Arnold, Fantaisie, Op. 102 (1969)
- Gerald Barry, Foghorn (2020)
- John Cage, Solo for Tuba (1957-1958)
- Elliott Carter, Retracing IV (2011)
- Henning Christiansen,
  - Kirkeby og Edvard Munch, Op. 136 (1981)
  - Lettres de Tuba, Op. 164 (1984)
  - sTilsTand, Op. 167, 168a (1985)
- Franco Donatoni, Che (1997)
- Edward Gregson, Alarum for Solo Tuba
- Vinko Globokar, Échanges (1973)
- Tom Johnson,
  - Monologue For Tuba pour tubiste narrateur (1978)
  - Tilework (2003)
- Mauricio Kagel, Mirum (1965)
- Erland von Koch, Monolog no 9
- Alvin Lucier, Sestina pour tuba à 6 valves (2011)
- Krzysztof Penderecki, Capriccio (1980)[1]
- Vincent Persichetti,
  - Sérénade No. 12, Op. 88 (1961)
  - Parabole XXII, Op. 147 (1981)
- Frederic Rzewski, Honk (2004)
- Boris Tishchenko, Quatre pièces, Op. 94 (1985)
- François Thuillier,
  - Rebellion
  - No fish in Pombal
- Christian Wolff, Tuba Song (1992)

## Œuvres pour tuba et piano
- Leslie Bassett, Song and Dance (1993)
- Joseph Édouard Barat, Pièce de concours (1934)
- Leonard Bernstein, Waltz for Mippy III (1948) - Boosey & Hawkes
- Bruce Broughton, 
  - Sonata (Concerto)
  - Turbulence (2011)
- Enrique Crespo, Escenas Latinas - Lydke Musikverlag
- Pierre-Max Dubois, Histoires de tuba (1988)
- Vinko Globokar, Juriritubaïoka (1996)
- Sofia Gubaidulina, Lamento (1977)
- Jennifer Higdon, Tuba Songs (2016)
- Paul Hindemith, Sonate pour tuba basse et piano (1955) - Schott
- Vagn Holmboe, Sonate pour tuba, Op. 162 (1985)
- Bertold Hummel,
  - Sonatina op. 81a (1983)
  - 3 Bagatelles op. 95h (1993)
- Rued Langgaard, Dies irae (1948)
- Alexeï Lebedev, 
  - Concerto en la mineur,
  - Concerto en si bémol majeur
  - Allegro de concert
- Anthony Plog (en), Three Miniatures for Tuba and Piano - Éditions BIM
- Karlheinz Stockhausen, In Freundschaft, Nr. 4613/14 (1977)
- it:Corrado Maria Saglietti, Monsters (2019)
- Josef Tal, Movement (1980)
- Alexandre Tcherepnine, Andante, Op. 64 (1939)
- Alec Wilder, Suite n°1 for Tuba and Piano sous titrée Effie Suite

## Ensemble de tubas

### Duo de tubas
- Johannes Fritsch (en), Tubæ pour 2 tubas (2000)
- Wolfgang von Schweinitz, Horned Owl Sequence, Op. 53 pour 2 tubas (2010)
- Christian Wolff, Out-take pour 2 tubas (2005)

### Quatuor de tubas
- Bruce Broughton, Jackhammer pour 4 Tubas
- Mike Forbes, 
  - Consequences
  - Go !
- Max Pinchard, Spargen Sonum, dédié au quatuor Tuba Mirum
- Gunther Schuller, Five Moods pour 4 tubas (1973)[2].
- Patrick Schulz, Refractions
- John Stevens, 
  - Dances
  - Manhattan Suite
  - Music 4 Tubas
  - Power
  - Viva Voce !

### Autres formations de tubas
- Per Nørgård, Nu dækker sne den hele jord - Vintersalmer pour 8 tubas (1976)

### Tuba en ensemble restreint
- Crister Danielsson, 
  - Capriccio da Camera
  - Concertante Suite

## Musique de chambre
- Henning Christiansen, Kredsløbsforstyrrelse, Op. 131 pour récitation et tuba (1980)
- Pierre-Max Dubois, Mini quatuor pour 2 piccolos et 2 tubas (1977)
- Christopher Fox (en), Hidden Consequences pour cor microtonal, trombone et tuba microtonal (2009-10)
- Henryk Górecki, Aria, Op. 59 pour tuba, piano, tam-tam et grosse caisse (1987)
- Morton Gould, Tuba Suite pour tuba solo et 3 cors (1971)
- Alvin Lucier, Sestina pour flûte de contrebasse, saxophone de contrebasse et tuba de contrebasse (2000)
- Larry Polansky (en), Two Children's Songs pour trombone et tuba (1992)
- Larry Polansky, Three Pieces pour trombone et tuba (2011)
- Gunther Schuller, Refrains pour 12 tubas, 10 euphoniums et percussions (2006)
- Galina Ustvolskaya, " Dona Nobis Pacem ", composition n° 1 pour piccolo, tuba et piano (1971)
- Trevor Wishart, Pastorale / Walden 2, théâtre musical pour tuba, flûte et bande (1979)
- Charles Wuorinen, Never Again the Same pour basse et tuba (2006)
- Christian Wolff, Out-take (2005)

## Tuba au sein du quintette de cuivres et du quatuor de cuivres
Le répertoire original pour quintette de cuivres est très important.
- Malcolm Arnold, Quintet for Brass, Opus 73
- Georges Barboteu, Divertissement
- Eugène Bozza, Sonatine
- Max Fouga, La Légende du Roi Arthur
- Thierry Thibault, Kerlouan

## Tuba et ensemble
- Bruce Broughton,
  - Concerto (Sonata)  pour tuba et vents (1987)
  - Turbulence pour tuba et vents
- Michael Daugherty, Reflections on the Mississippi pour tuba et orchestre symphonique (2015)
- Morton Feldman, Chorus and Instruments II pour chœur, tuba et carillons (1967)
- Jean Françaix, Petite valse européenne pour tuba et double quintette à vent (1979)
- Gordon Jacob, Suite for Tuba and Strings (1972)
- Vagn Holmboe, Intermezzo concertante, Op. 171 pour tuba et orchestre à cordes (1976)
- David Lang, are you experienced? pour tuba, narrateur et ensemble (1987)
- it:Corrado Maria Saglietti, Concertissimo pour tuba et orchestre d'harmonie (1997)
- Charles Wuorinen, Chamber Concerto pour tuba, vents et tambours (1970)

## Tuba et orchestre
- Kalevi Aho, Tuba Concerto (2000-2001)
- Alexander Arutiunian, Concerto pour Tuba (1992)
- Harrison Birtwistle, The Cry of Anubis (1994)
- Bruce Broughton, Concerto pour tuba (2003)
- Michael Daugherty, Reflections on the Mississippi (2013)
- Dalibor Grubačević, Concerto for Tuba and Orchestra (2021)
- Jonathan Harvey, Légèreté et poids (1987)
- Jennifer Higdon, Concerto pour tuba (en) (2017)
- Vagn Holmboe, Tuba Concerto, Op. 127 (1976)
- Samuel Jones (en), Concerto pour tuba et orchestre (2005)
- Jan Koetsier (en), Concertino pour tuba et orchestre - éditions BIM
- Helmut Lachenmann, Harmonica (1981-1983)
- Luc Marty, Concerto pour tuba basse et grand orchestre (2006)
- Jan Sandström, Lemon House, concerto pour tuba Concerto (2002)
- Gunther Schuller, 
  - Capriccio (1960)[2]
  - Tuba Concerto No. 2 (2008)[2]
- Ralph Vaughan Williams, Concerto en fa mineur pour tuba basse (1954)
- John Williams, Tuba Concerto (1985) / tuba et orchestre symphonique
- Charles Wuorinen, Prelude to Kullervo (1985)

## Tuba, soliste(s) et orchestre
- Bruce Broughton, Oliver's Birthday pour tuba, piano, trompette et orchestre sîymphonique (1998)
- Jennifer Higdon, Low Brass Concerto (en) pour 2 trombones ténors, trombone basse, tuba et orchestre (2017)
- André Previn, Triple Concerto pour cor, trompette, tuba et orchestre (2011)

## Tuba et bande électronique
- Henning Christiansen, Im Bauch des Wolfs, Op. 165 pour 3 tubas et Bande (1985)
- David Cope, Spirals pour tuba et bande (1972)
- Karlheinz Essl, Si! pour tuba ténor, électronique en direct et son surround (2012)
- Luca Francesconi, Animus III pour tuba et Live electronics (2008)
- Vinko Globokar, Introspection d'un tubiste pour tuba, électronique et multimédia (1983)
- Jonathan Harvey, Still pour tuba et électronique (1997)
- Phill Niblock, B Poore pour Tuba enregistré (1981)
- Luigi Nono, Post-prae-ludium n. 1 per Donau pour tuba et électronique en direct (1987)
- Bernard Parmegiani, 
  - Tuba-ci, Tuba-là pour tuba et bande (1982)
  - Tuba-raga pour tuba et bande (1983)
- Trevor Wishart, Tuba Mirum, théâtre musical pour tuba et bande (1978)

## Solos ettraits d'orchestre
Le tuba et instruments apparentés (saxhorn...) sont largement utilisés en orchestre symphonique depuis leur invention.
À titre d'exemple, on citera les solos d'orchestre suivants :
- Les Maîtres Chanteurs de Nuremberg, ouverture de Richard Wagner
- La Symphonie fantastique d'Hector Berlioz dont le Dies Irae est souvent joué par deux tubas basses.
- Les Tableaux d'une exposition de Modeste Moussorgsky, orchestration de Maurice Ravel) / Bydlo, solo écrit pour tuba ténor en ut (tuba français), souvent joué par un euphonium ou un saxhorn basse
- Petrouchka d'Igor Stravinsky
- Un Américain à Paris de George Gershwin
- Les symphonies de Gustav Mahler, notamment la sixième et la septième
- Les Préludes de Franz Liszt.
- Symphonie no 13 de Dmitri Chostakovitch (4e mouvement)